# Simple Mail Transfer Protocol
Simple Mail Transfer Protocol (ofte forkortet til SMTP) er en protokol, der bruges til at sende og modtage e-mail.
SMTP-protokollen bruger som standard TCP-port 25. E-mailklienter (formelt kaldet mail user agent eller MUA) som f.eks. Mozilla Thunderbird bruger ofte TCP-port 587 i stedet for port 25 til at sende e-mail via en SMTP-server (kaldet message transfer agent eller MTA), fordi internetudbydere ofte blokerer port 25 for at forhindre spam.
SMTPS er SMTP med TLS-kryptering. SMTPS var tidligere tildelt TCP-port 465, men SMPTS er siden erklæret forældet. SMTP-protokollen understøtter TLS-kryptering ved brug af STARTTLS.

## Historie
SMTP blev brugt for første gang i 1980. Siden er protokollen beskrevet i flere RFC-dokumenter.

## Tekniske detaljer
SMTP startede som en ASCII-baseret protokol. Det betyder, at SMTP er en syv-bit-protokol, så alle andre tegn end tegnene i det engelske alfabet skal behandles specielt. En meddelelse, som skal sendes via SMTP indledes med en række linjer på formen nøgle=værdi. Herefter følger en blank linje og selve teksten. Meddelelsen afsluttes med et punktum på en linje for sig.
De fleste nøgler bruges internt af protokollen, men nøgler som afsender og modtager kan ændres af brugeren. I selve protokollen er der ingen kontrol af f.eks. afsenderoplysningerne, men de fleste postservere kan indstilles, så de kun accepterer post fra bestemte domæner.
Afsnit i meddelelsen, som ikke kan udtrykkes som ASCII, skal base64-kodes. På denne måde sikres det, at data overlever en eventuel transport over kommunikationslinjer, der kun kan håndtere syvbitsdata.
En postserver, der bruger SMTP, kan kun sende post til en anden SMTP-server. Da det er de færreste, der har direkte adgang til en SMTP-server, bruges protokoller som IMAP og POP3 til den sidste del af transporten af post til modtageren.